# Pain de Sucre (Jura)
Pour les articles homonymes, voir Pain de sucre.
Le Pain de Sucre est un sommet du massif du Jura, culminant à 755 m d'altitude, situé dans le département du Jura.

## Géographie

### Situation
Le Pain de Sucre est un sommet voisin du crêt Pourri et du mont Bayard, respectivement situés à l'est et au sud du sommet. Il domine la vallée de la Bienne située à l'ouest et les gorges de l'Abîme situées au sud et à l'est en contrebas du sommet. Le Pain de Sucre est à 1,5 km au nord de la ville de Saint-Claude, dont il est sur le territoire de la commune.

### Géologie
Le Pain de Sucre est un sommet principalement constitué de calcaires datant du Jurassique supérieur et du Crétacé inférieur. Le sommet du Pain de Sucre est constitué de calcaires sublithographiques et dolomitiques du Portlandien, entouré par un anneau d'éboulis visibles par les petites falaises qui entourent le sommet. Les flancs ouest et sud sont constitués de calcaires et marnes datant du Valanginien, alors que le flanc est est recouvert de dépôts glaciaires jurassiens où émergent par endroits des calcaires du Kimméridgien et du Séquanien. La partie nord de la montagne est une ligne de crête assez large composée de calcaires du Kimméridgien. Ces calcaires se retrouvent également à la base des flancs de la montagne, dans les vallées de la Bienne et de l'Abîme.